# Small Planet Airlines
«Small Planet Airlines» —  колишня литовська чартерна авіакомпанія з головним офісом у Вільнюсі, Литва. Компанія мала сертифікати на здійснення діяльності у Литві, Польщі та Італії. У списку клієнтів значалися Nova Turas, Horizon Travel, Viking Hellas, Aeroservizi, TUI AG, Orbis Travel, Tez Tour, Chapman Freeborn, Newmarket Holidays та інші компанії.
Літаки Small Planet Airines мають стоянку в аеропортах Вільнюса, Варшави, Катовіц і в міланському аеропорту Мальпенса.
В квітні 2011 року Small Planet Airlines придбала свій перший з двох замовлених літаків A320, і, тим самим, також стала першою авіакомпанією, яка зареєструвала A320 в Польщі.
24 жовтня 2018 року авіакомпанія Small Planet Airlines оголосила про вступ до процесу реструктуризації через фінансові труднощі незабаром після того, як її німецькі та польські дочірні компанії зробили те ж саме раніше Як німецькі, так і польські компанії припинили свою діяльність до листопада 2018 року, а камбоджійська філія припинила свою діяльність незабаром після цього. 
28 листопада 2018 року Литовська авіаційна адміністрація CAA скасувала ліцензію на експлуатацію Small Planet Airlines, у результаті чого всі її рейси були припинені

## Основні сфери діяльності «Small Planet Airlines»
- програми повного чартеру для провідних туроператорів (АОС, місцевий екіпаж, індивідуальне обслуговування пасажирів на борту літака);
- оренда повітряних суден з екіпажем (ACMI) для авіаліній з можливістю індивідуального розмальовки авіалайнера;
- короткострокові чартерні польоти за замовленням клієнта.

## Статистика
На сьогоднішній день компанія володіє сертифікатами авіаперевізника, що діють на теренах Литви (Small Planet Airlines UAB), Польщі (Small Planet Airlines Sp. z o.o.) і Італії (Small Planet Airlines s.r.l.).
У 2010 році «Small Planet Airlines» здійснила перевезення пасажирів у більш ніж 120 пунктів призначення в Європі, на Близькому Сході, в Північній Африці і Азії, заробивши при цьому понад 46 млн євро.

## Флот
Флот на листопад 2018:
| Тип             | В дії | Замовлено | Пасажирів | Примітки |  |
| --------------- | ----- | --------- | --------- | -------- |  |
| Airbus A320-200 | 6     | —         | 180       |          |  |
| разом           | 6     | —         |           |          |  |